# Dannah O'Brien
Pour les articles homonymes, voir O'Brien.
Pas d'image ? Cliquez ici

a Compétitions nationales et continentales officielles uniquement.

b Matchs officiels uniquement.
Dernière mise à jour le 2 avril 2024.
Dannah O'Brien, née le 22 septembre 2003 à Carlow (Irlande), est une joueuse internationale irlandaise de rugby à XV qui évolue au poste de demi d'ouverture. Elle joue au Old Belvedere RFC et représente la province du Leinster. Elle porte également les couleurs de la franchise fédérale des Wolfhounds.

## Biographie
Née le 22 septembre 2003 à Carlow en Irlande, Dannah O'Brien débute la pratique du rugby à XV à sept ans au Tullow RFC (en), où elle regarde jouer son frère ainé. Ce sont ses parents qui lui proposent d'essayer. Elle pratique également le football gaélique, où elle joue avec l'équipe du comté de Carlow.
Elle fait ses débuts internationaux avec l'équipe d'Irlande à l'âge de dix-huit ans, en août 2022 au Japon, alors qu'elle n'a jamais joué en première division. Au mois de novembre, elle signe son premier contrat professionnel avec la fédération irlandaise.
En janvier 2023, elle dispute son premier championnat inter-provinces sous les couleurs du Leinster. Elle est titulaire lors des trois rencontres. Elle est ensuite sélectionnée pour la première édition du Celtic Challenge, qu'elle remporte avec l'équipe du Combined Provinces XV. Elle débute son premier Tournoi des Six Nations sur le banc mais est titularisée contre la France lors de la deuxième journée. Elle garde le numéro dix jusqu'à la fin de la compétition. 
Au mois de septembre 2023, elle remporte le championnat inter-provinces, après une victoire 33-14 contre le Munster double tenant du titre. Elle participe ensuite à la première édition du WXV 3, organisée en Afrique du Sud et remportée par les Irlandaises. En fin d'année, elle est sélectionnée avec la nouvelle équipe fédérale des Wolfhounds, qui gagne la deuxième édition du Celtic Challenge. Au mois de février, elle est rappelée en équipe nationale pour le Six nations où elle est titularisée à cinq reprises.
En 2024-2025, elle joue les trois rencontres du WXV avec l'équipe d'Irlande. À nouveau sélectionnée avec les Wolfhounds en Celtic Challenge, elle termine meilleure réalisatrice de la compétition avec 74 points inscrits. Elle remporte la compétition pour la troisième fois.

## Palmarès

### En franchise et province
- Vainqueur du Celtic Challenge en 2023, 2024 et 2025
- Vainqueur du Championnat inter-provinces irlandaises en 2023 et 2024.
- Meilleure réalisatrice du Celtic Challenge 2024-2025

### En équipe nationale
- Vainqueur du WXV 3 en 2023.